# 横手市赤坂総合公園野球場
横手市赤坂総合公園野球場（よこてしあかさかそうごうこうえんやきゅうじょう）は、秋田県横手市赤坂の赤坂総合公園にある野球場。愛称はグリーンスタジアムよこて。横手市が運営管理を行っている。

## 概要
2002年竣工。2004年から水林球場に代わって全国高等学校野球選手権秋田大会で使用されるようになった。
秋田県立野球場（こまちスタジアム）とともに、県内では珍しい青色のフェンスを持つ。また県内でも数少ないナイター設備を持つ野球場である。
秋田ふるさと村からほど近いロケーションである。2012年には全国規模の全日本大学軟式野球選手権大会決勝戦が実施された。

## 施設概要
- グラウンド面積：14,561m2
- 両翼：100m、中堅：122m
- 内野：土、外野：天然芝
- スコアボード：磁気反転式
- 収容人数：10,000人（内野：ベンチ席、外野：芝生席）
- 照明設備：鉄塔6基

## 交通
- 横手駅前より羽後交通バス「イオン前経由 秋田ふるさと村」行で終点「秋田ふるさと村」下車後徒歩約10分
- 秋田自動車道 横手ICから約5分